# Tétagouche-Nord
Tétagouche-Nord en francés, North Tetagouche en inglés, es un pueblo canadiense localizado al noreste de la provincia de Nuevo Brunswick, a 7 kilómetros al oeste del centro de Bathurst.
Tétagouche-Nord se sitúa al norte del río Tétagouche, es rectangular y limita con Dunlop al noreste. La mayor parte del territorio es bosque y barrio residencial al borde del río, que conecta con la ruta 322.

## Administración

### Comité consultivo
En lo que respecta al distrito de servicios locales, Tétagouche-Nord está administrado directamente por el 
Ministerio de Gobernaciones Locales de Nuevo Brunswick, con la ayuda de un comité consultivo compuesto de cinco miembros con un presidente. 

### Representación
La circunscripción de Nepisiguit está representada en la Asamblea legislativa de Nuevo-Brunswick por Cheryl Lavoie, del partido liberal.
- Datos: Q2409446